# Julia Koch
Julia Margaret Flesher Koch (sinh ngày 12 tháng 4 năm 1962) là một socialite, tỷ phú, nhà hoạt động từ thiện người Mỹ và là một trong số những người phụ nữ giàu nhất thế giới. Cô thừa kế khối tài sản từ người chồng của mình là David Koch - người đã qua đời năm 2019. Tính đến tháng 1 năm 2020, tạp chí Forbes của Mỹ ước tính giá trị tài sản của cô cùng gia đình mình là 43 tỷ đô la Mỹ, trong khi Bloomberg lại ước tính ở con số 61,6 tỷ đô.

## Cuộc đời
Julia Margaret Flesher sinh ngày 12 tháng 4 năm 1962. Gia đình cô có xuất thân làm nông nhưng khi cô chào đời, bố mẹ cô là Margaret và Frederic Flesher đã sở hữu một cửa hàng đồ nội thất tên là Flesher's (Tiệm nhà Flesher). Cô dành trọn tuổi ấu thơ của mình sống ở thành phố Indianola, bang Iowa, rồi khi cô lên 8 thì gia đình chuyển tới bang Arkansas nơi bố mẹ cô mở cửa hàng quần áo tên là Peggy Frederic's (Tiệm của Peggy Frederic) - đến cô cũng phải công nhận là "một cửa hàng đẹp, đẹp thật". Đến năm 1998, mẹ cô vẫn sống ở Conway còn cha cô thì quay trở lại Indianola.

## Hoạt động từ thiện
Koch nắm giữ vai trò Chủ tịch Quỹ David H. Koch. Cô từng nằm trong Ban Giám hiệu Trường Múa Ba lê Hoa Kỳ.
Trong suốt quãng đời sống cùng chồng, họ đã quyên góp nhiều cho các cơ quan, đơn vị như Trung tâm Lincoln, Viện bảo tàng Mỹ thuật Metropolitan và Bảo tàng Lịch sử Tự nhiên Viện Smithsonian.